# 1987年のナショナルリーグチャンピオンシップシリーズ
1987年の野球において、メジャーリーグベースボール（MLB）のポストシーズンは10月6日に開幕した。ナショナルリーグの第19回リーグチャンピオンシップシリーズ（19th National League Championship Series、以下「リーグ優勝決定戦」と表記）は、同日から14日にかけて計7試合が開催された。その結果、セントルイス・カージナルス（東地区）がサンフランシスコ・ジャイアンツ（西地区）を4勝3敗で下し、2年ぶり15回目のリーグ優勝およびワールドシリーズ進出を果たした。
両球団がリーグ優勝決定戦で対戦するのはこれが初めて。この年のレギュラーシーズンでは両球団は12試合対戦し、ジャイアンツが7勝5敗と勝ち越していた。今シリーズを挟み1986年から1988年にかけて、両球団の対戦では大量点差での盗塁とそれに対する報復死球、ラフプレイをきっかけにした乱闘などの諍いが頻発していた。今シリーズでも、
- ジャイアンツのジェフリー・レナードが敵地での第1戦で本塁打を放ったあと、左手をだらりと下げてゆっくりベースを一周する "ワン・フラップ・ダウン" というパフォーマンスを行い、カージナルスファンからブーイングを浴びる。ジャイアンツのチリ・デービスが「クソ田舎め」と発言[3]
- カージナルスのジャック・クラークが第3戦を前に、古巣ジャイアンツを「あいつら、ベーブ・ルースがいた頃のニューヨーク・ヤンキースみたいな偉大なチームになった気でいるな。そんなレベルにないのに」とこき下ろす[注 2][4]
- 第3戦でもレナードが本塁打後に "ワン・フラップ・ダウン" を行い、次の打席でカージナルスのボブ・フォーシュに報復死球をぶつけられる[3]

などの出来事があった。レナードは第1戦から4試合連続で本塁打を放つなど、7試合で打率.417・4本塁打・5打点・OPS 1.417という成績を残してシリーズMVPを受賞したが、シリーズはカージナルスが制した。しかしカージナルスは、ワールドシリーズではアメリカンリーグ王者ミネソタ・ツインズに3勝4敗で敗れ、5年ぶり10度目の優勝を逃した。

## 試合結果
1987年のナショナルリーグ優勝決定戦は10月6日に開幕し、途中に移動日を挟んで9日間で7試合が行われた。日程・結果は以下の通り。
| 日付                                                       | 試合  | ビジター球団（先攻）           | スコア | ホーム球団（後攻）             | 開催球場                      | 開催球場                                               |
| ---------------------------------------------------------- | ----- | ------------------------------ | ------ | ------------------------------ | ----------------------------- | ------------------------------------------------------ |
| 10月06日（火）                                             | 第1戦 | サンフランシスコ・ジャイアンツ | 3－5   | セントルイス・カージナルス     | ブッシュ・スタジアム          | ブッシュ・ · スタジアムキャンドルスティック・ · パーク |
| 10月07日（水）                                             | 第2戦 | サンフランシスコ・ジャイアンツ | 5－0   | セントルイス・カージナルス     | ブッシュ・スタジアム          | ブッシュ・ · スタジアムキャンドルスティック・ · パーク |
| 10月08日（木）                                             |       | 移動日                         | 移動日 | 移動日                         |                               | ブッシュ・ · スタジアムキャンドルスティック・ · パーク |
| 10月09日（金）                                             | 第3戦 | セントルイス・カージナルス     | 6－5   | サンフランシスコ・ジャイアンツ | キャンドルスティック・ パーク | ブッシュ・ · スタジアムキャンドルスティック・ · パーク |
| 10月10日（土）                                             | 第4戦 | セントルイス・カージナルス     | 2－4   | サンフランシスコ・ジャイアンツ | キャンドルスティック・ パーク | ブッシュ・ · スタジアムキャンドルスティック・ · パーク |
| 10月11日（日）                                             | 第5戦 | セントルイス・カージナルス     | 3－6   | サンフランシスコ・ジャイアンツ | キャンドルスティック・ パーク | ブッシュ・ · スタジアムキャンドルスティック・ · パーク |
| 10月12日（月）                                             |       | 移動日                         | 移動日 | 移動日                         |                               | ブッシュ・ · スタジアムキャンドルスティック・ · パーク |
| 10月13日（火）                                             | 第6戦 | サンフランシスコ・ジャイアンツ | 0－1   | セントルイス・カージナルス     | ブッシュ・スタジアム          | ブッシュ・ · スタジアムキャンドルスティック・ · パーク |
| 10月14日（水）                                             | 第7戦 | サンフランシスコ・ジャイアンツ | 0－6   | セントルイス・カージナルス     | ブッシュ・スタジアム          | ブッシュ・ · スタジアムキャンドルスティック・ · パーク |
| 優勝：セントルイス・カージナルス（4勝3敗 / 2年ぶり15度目） |       |                                |        |                                |                               | ブッシュ・ · スタジアムキャンドルスティック・ · パーク |

### 第1戦 10月6日
- ブッシュ・スタジアム（ミズーリ州セントルイス）

|                                | 1 | 2 | 3 | 4 | 5 | 6 | 7 | 8 | 9 | R | H  | E |
| ------------------------------ | - | - | - | - | - | - | - | - | - | - | -- | - |
| サンフランシスコ・ジャイアンツ | 1 | 0 | 0 | 1 | 0 | 0 | 0 | 1 | 0 | 3 | 7  | 0 |
| セントルイス・カージナルス     | 0 | 0 | 1 | 1 | 0 | 3 | 0 | 0 | X | 5 | 10 | 1 |

1. 勝利：グレッグ・マシューズ（1勝）
2. セーブ：ケン・デイリー（1S）
3. 敗戦：リック・ラッシェル（1敗）
4. 本塁打
SF：ジェフリー・レナード1号ソロ
5. 審判
［球審］ジョン・キブラー
［塁審］一塁: エド・モンタギュー、二塁: デーブ・パローン、三塁: エリック・グレッグ
［外審］左翼: ジム・クイック、右翼: ボブ・エンゲル
6. 試合開始時刻: 中部夏時間（UTC-5）午後8時25分  試合時間: 2時間34分  観客: 5万5331人  気温: 55°F（12.8°C）
詳細: Baseball-Reference.com

| サンフランシスコ・ジャイアンツ | サンフランシスコ・ジャイアンツ | サンフランシスコ・ジャイアンツ | サンフランシスコ・ジャイアンツ | サンフランシスコ・ジャイアンツ                                                                                  | セントルイス・カージナルス | セントルイス・カージナルス | セントルイス・カージナルス | セントルイス・カージナルス | セントルイス・カージナルス                                                                               |
| ------------------------------ | ------------------------------ | ------------------------------ | ------------------------------ | --- | -------------------------- | -------------------------- | -------------------------- | -------------------------- | --- |
| 打順                           | 守備                           | 選手                           | 打席                           | R・ラッシェルB・ブレンリーW・クラークR・トンプソンK・ミッチェルJ・ウリーベJ・レナードC・デービスC・マルドナード | 打順                       | 守備                       | 選手                       | 打席                       | G・マシューズT・ペーニャD・ドリーセンT・ハーT・ペンドル · トンO・スミスV・コールマンW・マギーC・フォード |
| 1                              | 二                             | R・トンプソン                  | 右                             | R・ラッシェルB・ブレンリーW・クラークR・トンプソンK・ミッチェルJ・ウリーベJ・レナードC・デービスC・マルドナード | 1                          | 左                         | V・コールマン              | 両                         | G・マシューズT・ペーニャD・ドリーセンT・ハーT・ペンドル · トンO・スミスV・コールマンW・マギーC・フォード |
| 2                              | 三                             | K・ミッチェル                  | 右                             | R・ラッシェルB・ブレンリーW・クラークR・トンプソンK・ミッチェルJ・ウリーベJ・レナードC・デービスC・マルドナード | 2                          | 遊                         | O・スミス                  | 両                         | G・マシューズT・ペーニャD・ドリーセンT・ハーT・ペンドル · トンO・スミスV・コールマンW・マギーC・フォード |
| 3                              | 左                             | J・レナード                    | 右                             | R・ラッシェルB・ブレンリーW・クラークR・トンプソンK・ミッチェルJ・ウリーベJ・レナードC・デービスC・マルドナード | 3                          | 二                         | T・ハー                    | 両                         | G・マシューズT・ペーニャD・ドリーセンT・ハーT・ペンドル · トンO・スミスV・コールマンW・マギーC・フォード |
| 4                              | 右                             | C・マルドナード                | 右                             | R・ラッシェルB・ブレンリーW・クラークR・トンプソンK・ミッチェルJ・ウリーベJ・レナードC・デービスC・マルドナード | 4                          | 一                         | D・ドリーセン              | 左                         | G・マシューズT・ペーニャD・ドリーセンT・ハーT・ペンドル · トンO・スミスV・コールマンW・マギーC・フォード |
| 5                              | 中                             | C・デービス                    | 両                             | R・ラッシェルB・ブレンリーW・クラークR・トンプソンK・ミッチェルJ・ウリーベJ・レナードC・デービスC・マルドナード | 5                          | 中                         | W・マギー                  | 両                         | G・マシューズT・ペーニャD・ドリーセンT・ハーT・ペンドル · トンO・スミスV・コールマンW・マギーC・フォード |
| 6                              | 一                             | W・クラーク                    | 左                             | R・ラッシェルB・ブレンリーW・クラークR・トンプソンK・ミッチェルJ・ウリーベJ・レナードC・デービスC・マルドナード | 6                          | 三                         | T・ペンドルトン            | 両                         | G・マシューズT・ペーニャD・ドリーセンT・ハーT・ペンドル · トンO・スミスV・コールマンW・マギーC・フォード |
| 7                              | 捕                             | B・ブレンリー                  | 右                             | R・ラッシェルB・ブレンリーW・クラークR・トンプソンK・ミッチェルJ・ウリーベJ・レナードC・デービスC・マルドナード | 7                          | 右                         | C・フォード                | 左                         | G・マシューズT・ペーニャD・ドリーセンT・ハーT・ペンドル · トンO・スミスV・コールマンW・マギーC・フォード |
| 8                              | 遊                             | J・ウリーベ                    | 両                             | R・ラッシェルB・ブレンリーW・クラークR・トンプソンK・ミッチェルJ・ウリーベJ・レナードC・デービスC・マルドナード | 8                          | 捕                         | T・ペーニャ                | 右                         | G・マシューズT・ペーニャD・ドリーセンT・ハーT・ペンドル · トンO・スミスV・コールマンW・マギーC・フォード |
| 9                              | 投                             | R・ラッシェル                  | 右                             | R・ラッシェルB・ブレンリーW・クラークR・トンプソンK・ミッチェルJ・ウリーベJ・レナードC・デービスC・マルドナード | 9                          | 投                         | G・マシューズ              | 右                         | G・マシューズT・ペーニャD・ドリーセンT・ハーT・ペンドル · トンO・スミスV・コールマンW・マギーC・フォード |
| 先発投手                       | 先発投手                       | 先発投手                       | 投球                           | R・ラッシェルB・ブレンリーW・クラークR・トンプソンK・ミッチェルJ・ウリーベJ・レナードC・デービスC・マルドナード | 先発投手                   | 先発投手                   | 先発投手                   | 投球                       | G・マシューズT・ペーニャD・ドリーセンT・ハーT・ペンドル · トンO・スミスV・コールマンW・マギーC・フォード |
| R・ラッシェル                  | R・ラッシェル                  | R・ラッシェル                  | 右                             | R・ラッシェルB・ブレンリーW・クラークR・トンプソンK・ミッチェルJ・ウリーベJ・レナードC・デービスC・マルドナード | G・マシューズ              | G・マシューズ              | G・マシューズ              | 左                         | G・マシューズT・ペーニャD・ドリーセンT・ハーT・ペンドル · トンO・スミスV・コールマンW・マギーC・フォード |

### 第2戦 10月7日
- ブッシュ・スタジアム（ミズーリ州セントルイス）

|                                | 1 | 2 | 3 | 4 | 5 | 6 | 7 | 8 | 9 | R | H  | E |
| ------------------------------ | - | - | - | - | - | - | - | - | - | - | -- | - |
| サンフランシスコ・ジャイアンツ | 0 | 2 | 0 | 1 | 0 | 0 | 0 | 2 | 0 | 5 | 10 | 0 |
| セントルイス・カージナルス     | 0 | 0 | 0 | 0 | 0 | 0 | 0 | 0 | 0 | 0 | 2  | 1 |

1. 勝利：デーブ・ドラベッキー（1勝）
2. 敗戦：ジョン・テューダー（1敗）
3. 本塁打
SF：ウィル・クラーク1号2ラン、ジェフリー・レナード2号ソロ
4. 審判
［球審］エド・モンタギュー
［塁審］一塁: デーブ・パローン、二塁: エリック・グレッグ、三塁: ジム・クイック
［外審］左翼: ボブ・エンゲル、右翼: ジョン・キブラー
5. 試合開始時刻: 中部夏時間（UTC-5）午後3時7分  試合時間: 2時間33分  観客: 5万5331人  気温: 55°F（12.8°C）
詳細: Baseball-Reference.com

| サンフランシスコ・ジャイアンツ | サンフランシスコ・ジャイアンツ | サンフランシスコ・ジャイアンツ | サンフランシスコ・ジャイアンツ | サンフランシスコ・ジャイアンツ                                                                                  | セントルイス・カージナルス | セントルイス・カージナルス | セントルイス・カージナルス | セントルイス・カージナルス | セントルイス・カージナルス                                                                                 |
| ------------------------------ | ------------------------------ | ------------------------------ | ------------------------------ | --- | -------------------------- | -------------------------- | -------------------------- | -------------------------- | --- |
| 打順                           | 守備                           | 選手                           | 打席                           | D・ドラベッキーB・メルビンW・クラークR・トンプソンK・ミッチェルJ・ウリーベJ・レナードC・デービスC・マルドナード | 打順                       | 守備                       | 選手                       | 打席                       | J・テューダーT・ペーニャJ・リンドマンT・ハーT・ペンドル · トンO・スミスV・コールマンW・マギーJ・オケンドー |
| 1                              | 二                             | R・トンプソン                  | 右                             | D・ドラベッキーB・メルビンW・クラークR・トンプソンK・ミッチェルJ・ウリーベJ・レナードC・デービスC・マルドナード | 1                          | 左                         | V・コールマン              | 両                         | J・テューダーT・ペーニャJ・リンドマンT・ハーT・ペンドル · トンO・スミスV・コールマンW・マギーJ・オケンドー |
| 2                              | 三                             | K・ミッチェル                  | 右                             | D・ドラベッキーB・メルビンW・クラークR・トンプソンK・ミッチェルJ・ウリーベJ・レナードC・デービスC・マルドナード | 2                          | 遊                         | O・スミス                  | 両                         | J・テューダーT・ペーニャJ・リンドマンT・ハーT・ペンドル · トンO・スミスV・コールマンW・マギーJ・オケンドー |
| 3                              | 左                             | J・レナード                    | 右                             | D・ドラベッキーB・メルビンW・クラークR・トンプソンK・ミッチェルJ・ウリーベJ・レナードC・デービスC・マルドナード | 3                          | 二                         | T・ハー                    | 両                         | J・テューダーT・ペーニャJ・リンドマンT・ハーT・ペンドル · トンO・スミスV・コールマンW・マギーJ・オケンドー |
| 4                              | 右                             | C・マルドナード                | 右                             | D・ドラベッキーB・メルビンW・クラークR・トンプソンK・ミッチェルJ・ウリーベJ・レナードC・デービスC・マルドナード | 4                          | 三                         | T・ペンドルトン            | 両                         | J・テューダーT・ペーニャJ・リンドマンT・ハーT・ペンドル · トンO・スミスV・コールマンW・マギーJ・オケンドー |
| 5                              | 中                             | C・デービス                    | 両                             | D・ドラベッキーB・メルビンW・クラークR・トンプソンK・ミッチェルJ・ウリーベJ・レナードC・デービスC・マルドナード | 5                          | 中                         | W・マギー                  | 両                         | J・テューダーT・ペーニャJ・リンドマンT・ハーT・ペンドル · トンO・スミスV・コールマンW・マギーJ・オケンドー |
| 6                              | 一                             | W・クラーク                    | 左                             | D・ドラベッキーB・メルビンW・クラークR・トンプソンK・ミッチェルJ・ウリーベJ・レナードC・デービスC・マルドナード | 6                          | 一                         | J・リンドマン              | 右                         | J・テューダーT・ペーニャJ・リンドマンT・ハーT・ペンドル · トンO・スミスV・コールマンW・マギーJ・オケンドー |
| 7                              | 捕                             | B・メルビン                    | 右                             | D・ドラベッキーB・メルビンW・クラークR・トンプソンK・ミッチェルJ・ウリーベJ・レナードC・デービスC・マルドナード | 7                          | 右                         | J・オケンドー              | 両                         | J・テューダーT・ペーニャJ・リンドマンT・ハーT・ペンドル · トンO・スミスV・コールマンW・マギーJ・オケンドー |
| 8                              | 遊                             | J・ウリーベ                    | 両                             | D・ドラベッキーB・メルビンW・クラークR・トンプソンK・ミッチェルJ・ウリーベJ・レナードC・デービスC・マルドナード | 8                          | 捕                         | T・ペーニャ                | 右                         | J・テューダーT・ペーニャJ・リンドマンT・ハーT・ペンドル · トンO・スミスV・コールマンW・マギーJ・オケンドー |
| 9                              | 投                             | D・ドラベッキー                | 右                             | D・ドラベッキーB・メルビンW・クラークR・トンプソンK・ミッチェルJ・ウリーベJ・レナードC・デービスC・マルドナード | 9                          | 投                         | J・テューダー              | 左                         | J・テューダーT・ペーニャJ・リンドマンT・ハーT・ペンドル · トンO・スミスV・コールマンW・マギーJ・オケンドー |
| 先発投手                       | 先発投手                       | 先発投手                       | 投球                           | D・ドラベッキーB・メルビンW・クラークR・トンプソンK・ミッチェルJ・ウリーベJ・レナードC・デービスC・マルドナード | 先発投手                   | 先発投手                   | 先発投手                   | 投球                       | J・テューダーT・ペーニャJ・リンドマンT・ハーT・ペンドル · トンO・スミスV・コールマンW・マギーJ・オケンドー |
| D・ドラベッキー                | D・ドラベッキー                | D・ドラベッキー                | 左                             | D・ドラベッキーB・メルビンW・クラークR・トンプソンK・ミッチェルJ・ウリーベJ・レナードC・デービスC・マルドナード | J・テューダー              | J・テューダー              | J・テューダー              | 左                         | J・テューダーT・ペーニャJ・リンドマンT・ハーT・ペンドル · トンO・スミスV・コールマンW・マギーJ・オケンドー |

### 第3戦 10月9日
- キャンドルスティック・パーク（カリフォルニア州サンフランシスコ）

|                                | 1 | 2 | 3 | 4 | 5 | 6 | 7 | 8 | 9 | R | H  | E |
| ------------------------------ | - | - | - | - | - | - | - | - | - | - | -- | - |
| セントルイス・カージナルス     | 0 | 0 | 0 | 0 | 0 | 2 | 4 | 0 | 0 | 6 | 11 | 1 |
| サンフランシスコ・ジャイアンツ | 0 | 3 | 1 | 0 | 0 | 0 | 0 | 0 | 1 | 5 | 7  | 1 |

1. 勝利：ボブ・フォーシュ（1勝）
2. セーブ：トッド・ウォーレル（1S）
3. 敗戦：ドン・ロビンソン（1敗）
4. 本塁打
STL：ジム・リンドマン1号2ラン
SF：ジェフリー・レナード3号ソロ、ハリー・スピルマン1号ソロ
5. 審判
［球審］デーブ・パローン
［塁審］一塁: エリック・グレッグ、二塁: ジム・クイック、三塁: ボブ・エンゲル
［外審］左翼: ジョン・キブラー、右翼: エド・モンタギュー
6. 試合開始時刻: 太平洋夏時間（UTC-7）午後5時33分  試合時間: 3時間27分  観客: 5万7913人  気温: 65°F（18.3°C）
詳細: Baseball-Reference.com

| セントルイス・カージナルス | セントルイス・カージナルス | セントルイス・カージナルス | セントルイス・カージナルス | セントルイス・カージナルス                                                                          | サンフランシスコ・ジャイアンツ | サンフランシスコ・ジャイアンツ | サンフランシスコ・ジャイアンツ | サンフランシスコ・ジャイアンツ | サンフランシスコ・ジャイアンツ                                                                                |
| -------------------------- | -------------------------- | -------------------------- | -------------------------- | --------------------------------------------------------------------------------------------------- | ------------------------------ | ------------------------------ | ------------------------------ | ------------------------------ | --- |
| 打順                       | 守備                       | 選手                       | 打席                       | J・マグレーンT・ペーニャJ・リンドマンT・ハーT・ローレスO・スミスV・コールマンW・マギーJ・オケンドー | 打順                           | 守備                           | 選手                           | 打席                           | A・ハマカーB・ブレンリーW・クラークR・トンプソンK・ミッチェルJ・ウリーベJ・レナードC・デービスC・マルドナード |
| 1                          | 左                         | V・コールマン              | 両                         | J・マグレーンT・ペーニャJ・リンドマンT・ハーT・ローレスO・スミスV・コールマンW・マギーJ・オケンドー | 1                              | 二                             | R・トンプソン                  | 右                             | A・ハマカーB・ブレンリーW・クラークR・トンプソンK・ミッチェルJ・ウリーベJ・レナードC・デービスC・マルドナード |
| 2                          | 遊                         | O・スミス                  | 両                         | J・マグレーンT・ペーニャJ・リンドマンT・ハーT・ローレスO・スミスV・コールマンW・マギーJ・オケンドー | 2                              | 三                             | K・ミッチェル                  | 右                             | A・ハマカーB・ブレンリーW・クラークR・トンプソンK・ミッチェルJ・ウリーベJ・レナードC・デービスC・マルドナード |
| 3                          | 二                         | T・ハー                    | 両                         | J・マグレーンT・ペーニャJ・リンドマンT・ハーT・ローレスO・スミスV・コールマンW・マギーJ・オケンドー | 3                              | 左                             | J・レナード                    | 右                             | A・ハマカーB・ブレンリーW・クラークR・トンプソンK・ミッチェルJ・ウリーベJ・レナードC・デービスC・マルドナード |
| 4                          | 一                         | J・リンドマン              | 右                         | J・マグレーンT・ペーニャJ・リンドマンT・ハーT・ローレスO・スミスV・コールマンW・マギーJ・オケンドー | 4                              | 右                             | C・マルドナード                | 右                             | A・ハマカーB・ブレンリーW・クラークR・トンプソンK・ミッチェルJ・ウリーベJ・レナードC・デービスC・マルドナード |
| 5                          | 中                         | W・マギー                  | 両                         | J・マグレーンT・ペーニャJ・リンドマンT・ハーT・ローレスO・スミスV・コールマンW・マギーJ・オケンドー | 5                              | 中                             | C・デービス                    | 両                             | A・ハマカーB・ブレンリーW・クラークR・トンプソンK・ミッチェルJ・ウリーベJ・レナードC・デービスC・マルドナード |
| 6                          | 捕                         | T・ペーニャ                | 右                         | J・マグレーンT・ペーニャJ・リンドマンT・ハーT・ローレスO・スミスV・コールマンW・マギーJ・オケンドー | 6                              | 一                             | W・クラーク                    | 左                             | A・ハマカーB・ブレンリーW・クラークR・トンプソンK・ミッチェルJ・ウリーベJ・レナードC・デービスC・マルドナード |
| 7                          | 右                         | J・オケンドー              | 両                         | J・マグレーンT・ペーニャJ・リンドマンT・ハーT・ローレスO・スミスV・コールマンW・マギーJ・オケンドー | 7                              | 捕                             | B・ブレンリー                  | 右                             | A・ハマカーB・ブレンリーW・クラークR・トンプソンK・ミッチェルJ・ウリーベJ・レナードC・デービスC・マルドナード |
| 8                          | 三                         | T・ローレス                | 右                         | J・マグレーンT・ペーニャJ・リンドマンT・ハーT・ローレスO・スミスV・コールマンW・マギーJ・オケンドー | 8                              | 遊                             | J・ウリーベ                    | 両                             | A・ハマカーB・ブレンリーW・クラークR・トンプソンK・ミッチェルJ・ウリーベJ・レナードC・デービスC・マルドナード |
| 9                          | 投                         | J・マグレーン              | 右                         | J・マグレーンT・ペーニャJ・リンドマンT・ハーT・ローレスO・スミスV・コールマンW・マギーJ・オケンドー | 9                              | 投                             | A・ハマカー                    | 両                             | A・ハマカーB・ブレンリーW・クラークR・トンプソンK・ミッチェルJ・ウリーベJ・レナードC・デービスC・マルドナード |
| 先発投手                   | 先発投手                   | 先発投手                   | 投球                       | J・マグレーンT・ペーニャJ・リンドマンT・ハーT・ローレスO・スミスV・コールマンW・マギーJ・オケンドー | 先発投手                       | 先発投手                       | 先発投手                       | 投球                           | A・ハマカーB・ブレンリーW・クラークR・トンプソンK・ミッチェルJ・ウリーベJ・レナードC・デービスC・マルドナード |
| J・マグレーン              | J・マグレーン              | J・マグレーン              | 左                         | J・マグレーンT・ペーニャJ・リンドマンT・ハーT・ローレスO・スミスV・コールマンW・マギーJ・オケンドー | A・ハマカー                    | A・ハマカー                    | A・ハマカー                    | 左                             | A・ハマカーB・ブレンリーW・クラークR・トンプソンK・ミッチェルJ・ウリーベJ・レナードC・デービスC・マルドナード |

### 第4戦 10月10日
- キャンドルスティック・パーク（カリフォルニア州サンフランシスコ）

|                                | 1 | 2 | 3 | 4 | 5 | 6 | 7 | 8 | 9 | R | H | E |
| ------------------------------ | - | - | - | - | - | - | - | - | - | - | - | - |
| セントルイス・カージナルス     | 0 | 2 | 0 | 0 | 0 | 0 | 0 | 0 | 0 | 2 | 9 | 0 |
| サンフランシスコ・ジャイアンツ | 0 | 0 | 0 | 1 | 2 | 0 | 0 | 1 | X | 4 | 9 | 2 |

1. 勝利：マイク・クルーコウ（1勝）
2. 敗戦：ダニー・コックス（1敗）
3. 本塁打
SF：ロビー・トンプソン1号ソロ、ジェフリー・レナード4号2ラン、ボブ・ブレンリー1号ソロ
4. 審判
［球審］エリック・グレッグ
［塁審］一塁: ジム・クイック、二塁: ボブ・エンゲル、三塁: ジョン・キブラー
［外審］左翼: エド・モンタギュー、右翼: デーブ・パローン
5. 試合開始時刻: 太平洋夏時間（UTC-7）午後5時21分  試合時間: 2時間23分  観客: 5万7997人  気温: 65°F（18.3°C）
詳細: Baseball-Reference.com

| セントルイス・カージナルス | セントルイス・カージナルス | セントルイス・カージナルス | セントルイス・カージナルス | セントルイス・カージナルス                                                                             | サンフランシスコ・ジャイアンツ | サンフランシスコ・ジャイアンツ | サンフランシスコ・ジャイアンツ | サンフランシスコ・ジャイアンツ | サンフランシスコ・ジャイアンツ                                                                                  |
| -------------------------- | -------------------------- | -------------------------- | -------------------------- | --- | ------------------------------ | ------------------------------ | ------------------------------ | ------------------------------ | --- |
| 打順                       | 守備                       | 選手                       | 打席                       | D・コックスT・ペーニャD・ドリーセンT・ハーT・ペンドル · トンO・スミスV・コールマンW・マギーC・フォード | 打順                           | 守備                           | 選手                           | 打席                           | M・クルーコウB・ブレンリーW・クラークR・トンプソンK・ミッチェルJ・ウリーベJ・レナードE・ミルナーM・アルドレート |
| 1                          | 左                         | V・コールマン              | 両                         | D・コックスT・ペーニャD・ドリーセンT・ハーT・ペンドル · トンO・スミスV・コールマンW・マギーC・フォード | 1                              | 中                             | E・ミルナー                    | 左                             | M・クルーコウB・ブレンリーW・クラークR・トンプソンK・ミッチェルJ・ウリーベJ・レナードE・ミルナーM・アルドレート |
| 2                          | 遊                         | O・スミス                  | 両                         | D・コックスT・ペーニャD・ドリーセンT・ハーT・ペンドル · トンO・スミスV・コールマンW・マギーC・フォード | 2                              | 三                             | K・ミッチェル                  | 右                             | M・クルーコウB・ブレンリーW・クラークR・トンプソンK・ミッチェルJ・ウリーベJ・レナードE・ミルナーM・アルドレート |
| 3                          | 二                         | T・ハー                    | 両                         | D・コックスT・ペーニャD・ドリーセンT・ハーT・ペンドル · トンO・スミスV・コールマンW・マギーC・フォード | 3                              | 左                             | J・レナード                    | 右                             | M・クルーコウB・ブレンリーW・クラークR・トンプソンK・ミッチェルJ・ウリーベJ・レナードE・ミルナーM・アルドレート |
| 4                          | 一                         | D・ドリーセン              | 左                         | D・コックスT・ペーニャD・ドリーセンT・ハーT・ペンドル · トンO・スミスV・コールマンW・マギーC・フォード | 4                              | 一                             | W・クラーク                    | 左                             | M・クルーコウB・ブレンリーW・クラークR・トンプソンK・ミッチェルJ・ウリーベJ・レナードE・ミルナーM・アルドレート |
| 5                          | 中                         | W・マギー                  | 両                         | D・コックスT・ペーニャD・ドリーセンT・ハーT・ペンドル · トンO・スミスV・コールマンW・マギーC・フォード | 5                              | 右                             | M・アルドレート                | 左                             | M・クルーコウB・ブレンリーW・クラークR・トンプソンK・ミッチェルJ・ウリーベJ・レナードE・ミルナーM・アルドレート |
| 6                          | 三                         | T・ペンドルトン            | 両                         | D・コックスT・ペーニャD・ドリーセンT・ハーT・ペンドル · トンO・スミスV・コールマンW・マギーC・フォード | 6                              | 捕                             | B・ブレンリー                  | 右                             | M・クルーコウB・ブレンリーW・クラークR・トンプソンK・ミッチェルJ・ウリーベJ・レナードE・ミルナーM・アルドレート |
| 7                          | 右                         | C・フォード                | 左                         | D・コックスT・ペーニャD・ドリーセンT・ハーT・ペンドル · トンO・スミスV・コールマンW・マギーC・フォード | 7                              | 二                             | R・トンプソン                  | 右                             | M・クルーコウB・ブレンリーW・クラークR・トンプソンK・ミッチェルJ・ウリーベJ・レナードE・ミルナーM・アルドレート |
| 8                          | 捕                         | T・ペーニャ                | 右                         | D・コックスT・ペーニャD・ドリーセンT・ハーT・ペンドル · トンO・スミスV・コールマンW・マギーC・フォード | 8                              | 遊                             | J・ウリーベ                    | 両                             | M・クルーコウB・ブレンリーW・クラークR・トンプソンK・ミッチェルJ・ウリーベJ・レナードE・ミルナーM・アルドレート |
| 9                          | 投                         | D・コックス                | 右                         | D・コックスT・ペーニャD・ドリーセンT・ハーT・ペンドル · トンO・スミスV・コールマンW・マギーC・フォード | 9                              | 投                             | M・クルーコウ                  | 右                             | M・クルーコウB・ブレンリーW・クラークR・トンプソンK・ミッチェルJ・ウリーベJ・レナードE・ミルナーM・アルドレート |
| 先発投手                   | 先発投手                   | 先発投手                   | 投球                       | D・コックスT・ペーニャD・ドリーセンT・ハーT・ペンドル · トンO・スミスV・コールマンW・マギーC・フォード | 先発投手                       | 先発投手                       | 先発投手                       | 投球                           | M・クルーコウB・ブレンリーW・クラークR・トンプソンK・ミッチェルJ・ウリーベJ・レナードE・ミルナーM・アルドレート |
| D・コックス                | D・コックス                | D・コックス                | 右                         | D・コックスT・ペーニャD・ドリーセンT・ハーT・ペンドル · トンO・スミスV・コールマンW・マギーC・フォード | M・クルーコウ                  | M・クルーコウ                  | M・クルーコウ                  | 右                             | M・クルーコウB・ブレンリーW・クラークR・トンプソンK・ミッチェルJ・ウリーベJ・レナードE・ミルナーM・アルドレート |

### 第5戦 10月11日
- キャンドルスティック・パーク（カリフォルニア州サンフランシスコ）

|                                | 1 | 2 | 3 | 4 | 5 | 6 | 7 | 8 | 9 | R | H | E |
| ------------------------------ | - | - | - | - | - | - | - | - | - | - | - | - |
| セントルイス・カージナルス     | 1 | 0 | 1 | 1 | 0 | 0 | 0 | 0 | 0 | 3 | 7 | 0 |
| サンフランシスコ・ジャイアンツ | 1 | 0 | 1 | 4 | 0 | 0 | 0 | 0 | X | 6 | 7 | 1 |

1. 勝利：ジョー・プライス（1勝）
2. 敗戦：ボブ・フォーシュ（1勝1敗）
3. 本塁打
SF：ケビン・ミッチェル1号ソロ
4. 審判
［球審］ジム・クイック
［塁審］一塁: ボブ・エンゲル、二塁: ジョン・キブラー、三塁: エド・モンタギュー
［外審］左翼: デーブ・パローン、右翼: エリック・グレッグ
5. 試合開始時刻: 太平洋夏時間（UTC-7）午後1時35分  試合時間: 2時間48分  観客: 5万9363人  気温: 75°F（23.9°C）
詳細: Baseball-Reference.com

| セントルイス・カージナルス | セントルイス・カージナルス | セントルイス・カージナルス | セントルイス・カージナルス | セントルイス・カージナルス                                                                             | サンフランシスコ・ジャイアンツ | サンフランシスコ・ジャイアンツ | サンフランシスコ・ジャイアンツ | サンフランシスコ・ジャイアンツ | サンフランシスコ・ジャイアンツ                                                                                  |
| -------------------------- | -------------------------- | -------------------------- | -------------------------- | --- | ------------------------------ | ------------------------------ | ------------------------------ | ------------------------------ | --- |
| 打順                       | 守備                       | 選手                       | 打席                       | G・マシューズT・ペーニャD・ドリーセンT・ハーT・ペンドル · トンO・スミスV・コールマンW・マギーJ・モリス | 打順                           | 守備                           | 選手                           | 打席                           | R・ラッシェルB・ブレンリーW・クラークR・トンプソンK・ミッチェルJ・ウリーベJ・レナードC・デービスC・マルドナード |
| 1                          | 左                         | V・コールマン              | 両                         | G・マシューズT・ペーニャD・ドリーセンT・ハーT・ペンドル · トンO・スミスV・コールマンW・マギーJ・モリス | 1                              | 二                             | R・トンプソン                  | 右                             | R・ラッシェルB・ブレンリーW・クラークR・トンプソンK・ミッチェルJ・ウリーベJ・レナードC・デービスC・マルドナード |
| 2                          | 遊                         | O・スミス                  | 両                         | G・マシューズT・ペーニャD・ドリーセンT・ハーT・ペンドル · トンO・スミスV・コールマンW・マギーJ・モリス | 2                              | 三                             | K・ミッチェル                  | 右                             | R・ラッシェルB・ブレンリーW・クラークR・トンプソンK・ミッチェルJ・ウリーベJ・レナードC・デービスC・マルドナード |
| 3                          | 二                         | T・ハー                    | 両                         | G・マシューズT・ペーニャD・ドリーセンT・ハーT・ペンドル · トンO・スミスV・コールマンW・マギーJ・モリス | 3                              | 左                             | J・レナード                    | 右                             | R・ラッシェルB・ブレンリーW・クラークR・トンプソンK・ミッチェルJ・ウリーベJ・レナードC・デービスC・マルドナード |
| 4                          | 一                         | D・ドリーセン              | 左                         | G・マシューズT・ペーニャD・ドリーセンT・ハーT・ペンドル · トンO・スミスV・コールマンW・マギーJ・モリス | 4                              | 右                             | C・マルドナード                | 右                             | R・ラッシェルB・ブレンリーW・クラークR・トンプソンK・ミッチェルJ・ウリーベJ・レナードC・デービスC・マルドナード |
| 5                          | 中                         | W・マギー                  | 両                         | G・マシューズT・ペーニャD・ドリーセンT・ハーT・ペンドル · トンO・スミスV・コールマンW・マギーJ・モリス | 5                              | 中                             | C・デービス                    | 両                             | R・ラッシェルB・ブレンリーW・クラークR・トンプソンK・ミッチェルJ・ウリーベJ・レナードC・デービスC・マルドナード |
| 6                          | 三                         | T・ペンドルトン            | 両                         | G・マシューズT・ペーニャD・ドリーセンT・ハーT・ペンドル · トンO・スミスV・コールマンW・マギーJ・モリス | 6                              | 一                             | W・クラーク                    | 左                             | R・ラッシェルB・ブレンリーW・クラークR・トンプソンK・ミッチェルJ・ウリーベJ・レナードC・デービスC・マルドナード |
| 7                          | 右                         | J・モリス                  | 左                         | G・マシューズT・ペーニャD・ドリーセンT・ハーT・ペンドル · トンO・スミスV・コールマンW・マギーJ・モリス | 7                              | 捕                             | B・ブレンリー                  | 右                             | R・ラッシェルB・ブレンリーW・クラークR・トンプソンK・ミッチェルJ・ウリーベJ・レナードC・デービスC・マルドナード |
| 8                          | 捕                         | T・ペーニャ                | 右                         | G・マシューズT・ペーニャD・ドリーセンT・ハーT・ペンドル · トンO・スミスV・コールマンW・マギーJ・モリス | 8                              | 遊                             | J・ウリーベ                    | 両                             | R・ラッシェルB・ブレンリーW・クラークR・トンプソンK・ミッチェルJ・ウリーベJ・レナードC・デービスC・マルドナード |
| 9                          | 投                         | G・マシューズ              | 右                         | G・マシューズT・ペーニャD・ドリーセンT・ハーT・ペンドル · トンO・スミスV・コールマンW・マギーJ・モリス | 9                              | 投                             | R・ラッシェル                  | 右                             | R・ラッシェルB・ブレンリーW・クラークR・トンプソンK・ミッチェルJ・ウリーベJ・レナードC・デービスC・マルドナード |
| 先発投手                   | 先発投手                   | 先発投手                   | 投球                       | G・マシューズT・ペーニャD・ドリーセンT・ハーT・ペンドル · トンO・スミスV・コールマンW・マギーJ・モリス | 先発投手                       | 先発投手                       | 先発投手                       | 投球                           | R・ラッシェルB・ブレンリーW・クラークR・トンプソンK・ミッチェルJ・ウリーベJ・レナードC・デービスC・マルドナード |
| G・マシューズ              | G・マシューズ              | G・マシューズ              | 左                         | G・マシューズT・ペーニャD・ドリーセンT・ハーT・ペンドル · トンO・スミスV・コールマンW・マギーJ・モリス | R・ラッシェル                  | R・ラッシェル                  | R・ラッシェル                  | 右                             | R・ラッシェルB・ブレンリーW・クラークR・トンプソンK・ミッチェルJ・ウリーベJ・レナードC・デービスC・マルドナード |

### 第6戦 10月13日
- ブッシュ・スタジアム（ミズーリ州セントルイス）

|                                | 1 | 2 | 3 | 4 | 5 | 6 | 7 | 8 | 9 | R | H | E |
| ------------------------------ | - | - | - | - | - | - | - | - | - | - | - | - |
| サンフランシスコ・ジャイアンツ | 0 | 0 | 0 | 0 | 0 | 0 | 0 | 0 | 0 | 0 | 6 | 0 |
| セントルイス・カージナルス     | 0 | 1 | 0 | 0 | 0 | 0 | 0 | 0 | X | 1 | 5 | 0 |

1. 勝利：ジョン・テューダー（1勝1敗）
2. セーブ：ケン・デイリー（2S）
3. 敗戦：デーブ・ドラベッキー（1勝1敗）
4. 審判
［球審］ボブ・エンゲル
［塁審］一塁: ジョン・キブラー、二塁: エド・モンタギュー、三塁: デーブ・パローン
［外審］左翼: エリック・グレッグ、右翼: ジム・クイック
5. 試合開始時刻: 中部夏時間（UTC-5）午後5時20分  試合時間: 3時間9分  観客: 5万5331人  気温: 55°F（12.8°C）
詳細: Baseball-Reference.com

| サンフランシスコ・ジャイアンツ | サンフランシスコ・ジャイアンツ | サンフランシスコ・ジャイアンツ | サンフランシスコ・ジャイアンツ | サンフランシスコ・ジャイアンツ                                                                                  | セントルイス・カージナルス | セントルイス・カージナルス | セントルイス・カージナルス | セントルイス・カージナルス | セントルイス・カージナルス                                                                                 |
| ------------------------------ | ------------------------------ | ------------------------------ | ------------------------------ | --- | -------------------------- | -------------------------- | -------------------------- | -------------------------- | --- |
| 打順                           | 守備                           | 選手                           | 打席                           | D・ドラベッキーB・メルビンW・クラークR・トンプソンK・ミッチェルJ・ウリーベJ・レナードC・デービスC・マルドナード | 打順                       | 守備                       | 選手                       | 打席                       | J・テューダーT・ペーニャJ・リンドマンT・ハーT・ペンドル · トンO・スミスV・コールマンW・マギーJ・オケンドー |
| 1                              | 二                             | R・トンプソン                  | 右                             | D・ドラベッキーB・メルビンW・クラークR・トンプソンK・ミッチェルJ・ウリーベJ・レナードC・デービスC・マルドナード | 1                          | 左                         | V・コールマン              | 両                         | J・テューダーT・ペーニャJ・リンドマンT・ハーT・ペンドル · トンO・スミスV・コールマンW・マギーJ・オケンドー |
| 2                              | 三                             | K・ミッチェル                  | 右                             | D・ドラベッキーB・メルビンW・クラークR・トンプソンK・ミッチェルJ・ウリーベJ・レナードC・デービスC・マルドナード | 2                          | 遊                         | O・スミス                  | 両                         | J・テューダーT・ペーニャJ・リンドマンT・ハーT・ペンドル · トンO・スミスV・コールマンW・マギーJ・オケンドー |
| 3                              | 左                             | J・レナード                    | 右                             | D・ドラベッキーB・メルビンW・クラークR・トンプソンK・ミッチェルJ・ウリーベJ・レナードC・デービスC・マルドナード | 3                          | 二                         | T・ハー                    | 両                         | J・テューダーT・ペーニャJ・リンドマンT・ハーT・ペンドル · トンO・スミスV・コールマンW・マギーJ・オケンドー |
| 4                              | 右                             | C・マルドナード                | 右                             | D・ドラベッキーB・メルビンW・クラークR・トンプソンK・ミッチェルJ・ウリーベJ・レナードC・デービスC・マルドナード | 4                          | 一                         | J・リンドマン              | 右                         | J・テューダーT・ペーニャJ・リンドマンT・ハーT・ペンドル · トンO・スミスV・コールマンW・マギーJ・オケンドー |
| 5                              | 中                             | C・デービス                    | 両                             | D・ドラベッキーB・メルビンW・クラークR・トンプソンK・ミッチェルJ・ウリーベJ・レナードC・デービスC・マルドナード | 5                          | 三                         | T・ペンドルトン            | 両                         | J・テューダーT・ペーニャJ・リンドマンT・ハーT・ペンドル · トンO・スミスV・コールマンW・マギーJ・オケンドー |
| 6                              | 一                             | W・クラーク                    | 左                             | D・ドラベッキーB・メルビンW・クラークR・トンプソンK・ミッチェルJ・ウリーベJ・レナードC・デービスC・マルドナード | 6                          | 捕                         | T・ペーニャ                | 右                         | J・テューダーT・ペーニャJ・リンドマンT・ハーT・ペンドル · トンO・スミスV・コールマンW・マギーJ・オケンドー |
| 7                              | 捕                             | B・メルビン                    | 右                             | D・ドラベッキーB・メルビンW・クラークR・トンプソンK・ミッチェルJ・ウリーベJ・レナードC・デービスC・マルドナード | 7                          | 中                         | W・マギー                  | 両                         | J・テューダーT・ペーニャJ・リンドマンT・ハーT・ペンドル · トンO・スミスV・コールマンW・マギーJ・オケンドー |
| 8                              | 遊                             | J・ウリーベ                    | 両                             | D・ドラベッキーB・メルビンW・クラークR・トンプソンK・ミッチェルJ・ウリーベJ・レナードC・デービスC・マルドナード | 8                          | 右                         | J・オケンドー              | 両                         | J・テューダーT・ペーニャJ・リンドマンT・ハーT・ペンドル · トンO・スミスV・コールマンW・マギーJ・オケンドー |
| 9                              | 投                             | D・ドラベッキー                | 右                             | D・ドラベッキーB・メルビンW・クラークR・トンプソンK・ミッチェルJ・ウリーベJ・レナードC・デービスC・マルドナード | 9                          | 投                         | J・テューダー              | 左                         | J・テューダーT・ペーニャJ・リンドマンT・ハーT・ペンドル · トンO・スミスV・コールマンW・マギーJ・オケンドー |
| 先発投手                       | 先発投手                       | 先発投手                       | 投球                           | D・ドラベッキーB・メルビンW・クラークR・トンプソンK・ミッチェルJ・ウリーベJ・レナードC・デービスC・マルドナード | 先発投手                   | 先発投手                   | 先発投手                   | 投球                       | J・テューダーT・ペーニャJ・リンドマンT・ハーT・ペンドル · トンO・スミスV・コールマンW・マギーJ・オケンドー |
| D・ドラベッキー                | D・ドラベッキー                | D・ドラベッキー                | 左                             | D・ドラベッキーB・メルビンW・クラークR・トンプソンK・ミッチェルJ・ウリーベJ・レナードC・デービスC・マルドナード | J・テューダー              | J・テューダー              | J・テューダー              | 左                         | J・テューダーT・ペーニャJ・リンドマンT・ハーT・ペンドル · トンO・スミスV・コールマンW・マギーJ・オケンドー |

### 第7戦 10月14日
- ブッシュ・スタジアム（ミズーリ州セントルイス）

|                                | 1 | 2 | 3 | 4 | 5 | 6 | 7 | 8 | 9 | R | H  | E |
| ------------------------------ | - | - | - | - | - | - | - | - | - | - | -- | - |
| サンフランシスコ・ジャイアンツ | 0 | 0 | 0 | 0 | 0 | 0 | 0 | 0 | 0 | 0 | 8  | 1 |
| セントルイス・カージナルス     | 0 | 4 | 0 | 0 | 0 | 2 | 0 | 0 | X | 6 | 12 | 0 |

1. 勝利：ダニー・コックス（1勝1敗）
2. 敗戦：アトリー・ハマカー（1敗）
3. 本塁打
STL：ホセ・オケンドー1号3ラン
4. 審判
［球審］ジョン・キブラー
［塁審］一塁: エド・モンタギュー、二塁: デーブ・パローン、三塁: エリック・グレッグ
［外審］左翼: ジム・クイック、右翼: ボブ・エンゲル
5. 試合開始時刻: 中部夏時間（UTC-5）午後7時20分  試合時間: 2時間59分  観客: 5万5331人  気温: 55°F（12.8°C）
詳細: Baseball-Reference.com

| サンフランシスコ・ジャイアンツ | サンフランシスコ・ジャイアンツ | サンフランシスコ・ジャイアンツ | サンフランシスコ・ジャイアンツ | サンフランシスコ・ジャイアンツ                                                                                | セントルイス・カージナルス | セントルイス・カージナルス | セントルイス・カージナルス | セントルイス・カージナルス | セントルイス・カージナルス                                                                               |
| ------------------------------ | ------------------------------ | ------------------------------ | ------------------------------ | --- | -------------------------- | -------------------------- | -------------------------- | -------------------------- | --- |
| 打順                           | 守備                           | 選手                           | 打席                           | A・ハマカーB・ブレンリーW・クラークC・スパイアーK・ミッチェルJ・ウリーベJ・レナードC・デービスM・アルドレート | 打順                       | 守備                       | 選手                       | 打席                       | D・コックスT・ペーニャJ・リンドマンT・ハーT・ペンドル · トンO・スミスV・コールマンW・マギーJ・オケンドー |
| 1                              | 右                             | M・アルドレート                | 左                             | A・ハマカーB・ブレンリーW・クラークC・スパイアーK・ミッチェルJ・ウリーベJ・レナードC・デービスM・アルドレート | 1                          | 左                         | V・コールマン              | 両                         | D・コックスT・ペーニャJ・リンドマンT・ハーT・ペンドル · トンO・スミスV・コールマンW・マギーJ・オケンドー |
| 2                              | 三                             | K・ミッチェル                  | 右                             | A・ハマカーB・ブレンリーW・クラークC・スパイアーK・ミッチェルJ・ウリーベJ・レナードC・デービスM・アルドレート | 2                          | 遊                         | O・スミス                  | 両                         | D・コックスT・ペーニャJ・リンドマンT・ハーT・ペンドル · トンO・スミスV・コールマンW・マギーJ・オケンドー |
| 3                              | 左                             | J・レナード                    | 右                             | A・ハマカーB・ブレンリーW・クラークC・スパイアーK・ミッチェルJ・ウリーベJ・レナードC・デービスM・アルドレート | 3                          | 二                         | T・ハー                    | 両                         | D・コックスT・ペーニャJ・リンドマンT・ハーT・ペンドル · トンO・スミスV・コールマンW・マギーJ・オケンドー |
| 4                              | 一                             | W・クラーク                    | 左                             | A・ハマカーB・ブレンリーW・クラークC・スパイアーK・ミッチェルJ・ウリーベJ・レナードC・デービスM・アルドレート | 4                          | 一                         | J・リンドマン              | 右                         | D・コックスT・ペーニャJ・リンドマンT・ハーT・ペンドル · トンO・スミスV・コールマンW・マギーJ・オケンドー |
| 5                              | 中                             | C・デービス                    | 両                             | A・ハマカーB・ブレンリーW・クラークC・スパイアーK・ミッチェルJ・ウリーベJ・レナードC・デービスM・アルドレート | 5                          | 三                         | T・ペンドルトン            | 両                         | D・コックスT・ペーニャJ・リンドマンT・ハーT・ペンドル · トンO・スミスV・コールマンW・マギーJ・オケンドー |
| 6                              | 捕                             | B・ブレンリー                  | 右                             | A・ハマカーB・ブレンリーW・クラークC・スパイアーK・ミッチェルJ・ウリーベJ・レナードC・デービスM・アルドレート | 6                          | 捕                         | T・ペーニャ                | 右                         | D・コックスT・ペーニャJ・リンドマンT・ハーT・ペンドル · トンO・スミスV・コールマンW・マギーJ・オケンドー |
| 7                              | 二                             | C・スパイアー                  | 右                             | A・ハマカーB・ブレンリーW・クラークC・スパイアーK・ミッチェルJ・ウリーベJ・レナードC・デービスM・アルドレート | 7                          | 中                         | W・マギー                  | 両                         | D・コックスT・ペーニャJ・リンドマンT・ハーT・ペンドル · トンO・スミスV・コールマンW・マギーJ・オケンドー |
| 8                              | 遊                             | J・ウリーベ                    | 両                             | A・ハマカーB・ブレンリーW・クラークC・スパイアーK・ミッチェルJ・ウリーベJ・レナードC・デービスM・アルドレート | 8                          | 右                         | J・オケンドー              | 両                         | D・コックスT・ペーニャJ・リンドマンT・ハーT・ペンドル · トンO・スミスV・コールマンW・マギーJ・オケンドー |
| 9                              | 投                             | A・ハマカー                    | 両                             | A・ハマカーB・ブレンリーW・クラークC・スパイアーK・ミッチェルJ・ウリーベJ・レナードC・デービスM・アルドレート | 9                          | 投                         | D・コックス                | 右                         | D・コックスT・ペーニャJ・リンドマンT・ハーT・ペンドル · トンO・スミスV・コールマンW・マギーJ・オケンドー |
| 先発投手                       | 先発投手                       | 先発投手                       | 投球                           | A・ハマカーB・ブレンリーW・クラークC・スパイアーK・ミッチェルJ・ウリーベJ・レナードC・デービスM・アルドレート | 先発投手                   | 先発投手                   | 先発投手                   | 投球                       | D・コックスT・ペーニャJ・リンドマンT・ハーT・ペンドル · トンO・スミスV・コールマンW・マギーJ・オケンドー |
| A・ハマカー                    | A・ハマカー                    | A・ハマカー                    | 左                             | A・ハマカーB・ブレンリーW・クラークC・スパイアーK・ミッチェルJ・ウリーベJ・レナードC・デービスM・アルドレート | D・コックス                | D・コックス                | D・コックス                | 右                         | D・コックスT・ペーニャJ・リンドマンT・ハーT・ペンドル · トンO・スミスV・コールマンW・マギーJ・オケンドー |